# Peter Keevash
Peter Keevash (né le 30 novembre 1978 à Brighton) est un mathématicien britannique, spécialisé en combinatoire.

## Biographie
Keevash participe à l'Olympiade internationale de mathématiques de 1995 (médaille de bronze). Il fait des études de mathématiques à partir de 1995 à l'Université de Cambridge (Trinity College) avec un baccalauréat en 1998. Il obtient son doctorat à l'Université de Princeton en 2004 sous la supervision de Benjamin Sudakov avec une thèse intitulée The Role of Approximate Structure in Extremal Combinatorics. Il est ensuite chercheur postdoctoral au California Institute of Technology. Il est lecturer puis professeur au Queen Mary College de l'Université de Londres et, depuis 2013, professeur à l'Université d'Oxford. Il est tutorial fellow au Mansfield College (Oxford).

## Travaux
Keevash travaille en combinatoire extrémale, en théorie des graphes, sur les hypergraphes, et sur les méthodes algébriques et probabilistes en combinatoire, les structures aléatoires en combinatoire, l'optimisation combinatoire et la théorie combinatoire des nombres.
En 2014, il annonce avoir résolu un problème combinatoire important ouvert pendant longtemps, à savoir la question de l'existence de designs combinatoires (plans de blocs) {\displaystyle S_{\lambda }(t,k,v)} pour des valeurs arbitraires des paramètres, pourvu qu'ils remplissent certaines conditions naturelles de divisibilité. Il a montré que pour tout {\displaystyle k,t} et {\displaystyle \lambda } , il existe de tels plans pour tous les nombres {\displaystyle v} qui satisfont aux conditions de divisibilité sus-mentionnées, à un nombre fini d'exceptions près. Pour {\displaystyle t=2}, Richard M. Wilson avait déjà prouvé l'existence de valeurs  {\displaystyle v} admissibles suffisamment grandes en 1972 et 1975. En 2015, Keevash a également donné une approximation du nombre de designs avec certains paramètres, également un problème ouvert de longue date. Il a prouvé et ainsi généralisé une conjecture de Richard M. Wilson de 1974, qui l'avait formulée pour les systèmes triples de Steiner. Keevash a utilisé une méthode dite de « construction algébrique aléatoire » (Randomized Algebraic Construction) qu'il a développée. Des exemples de designs et de systèmes de Steiner avec {\displaystyle t} supérieur à 2 n'étaient qu'incomplètement connus, et le théorème de Keevash a prouvé leur existence pour des valeurs de {\displaystyle t} arbitraires.
La question de l'existence de designs avec des paramètres spécifiques remonte à Julius Plücker (1835), Thomas Kirkman (1847) et Jakob Steiner (1853).
Dans le cadre de la théorie de Ramsey, Keevash établit en 2013 avec Tom Bohman la meilleure borne inférieure alors connue pour le nombre de Ramsey {\displaystyle R(k,3)}, à savoir 
{\displaystyle R(3,k)\geq \left({\frac {1}{4}}-o(1)\right){\frac {k^{2}}{\log k}}}.
Ce résultat a été obtenu indépendamment et au même moment par Fiz Pontiveros, Griffiths et Morris.

## Distinctions
En 2009, Keevash reçoit le prix européen de combinatoire. En 2015, il reçoit le prix Whitehead de la London Mathematical Society. En 2018, il est conférencier invité au Congrès international des mathématiciens à Rio de Janeiro.

## Publications (sélection)
- Tom Bohman et Peter Keevash, « The early evolution of the H-free process », Inventiones Mathematicae, vol. 181,‎ 2010, p. 291-336.
- Peter Keevash et Richard Mycroft, A geometric theory of hyper graph matching, vol. 1098, coll. « Memoirs of the American Mathematical Society », 2015, v + 95
- Peter Keevash, « The existence of designs », Arxiv,‎ 2019 (arXiv 1401.3665v3) — C'est la 3e version d'un article déjà enregistré en 2014
- Peter Keevash, « Counting designs », Journal of the European Mathematical Society, vol. 20, no 4,‎ 2018, p. 903–927 (DOI 10.4171/jems/779, arXiv 1504.02909, présentation en ligne)
- Peter Keevash et Katherine Staden, « The generalised Oberwolfach problem », Journal of Combinatorial Theory, Series B, vol. 152,‎ 1er janvier 2022, p. 281–318 (DOI 10.1016/j.jctb.2021.09.007, arXiv 2004.09937).
- Tom Bohman et Peter Keevash, « Dynamic concentration of the triangle-free process », dans Jaroslav Nešetřil et. al., The seventh European conference on combinatorics, graph theory and applications, Pise, Edizioni della Normale, coll. « Centro di Ricerca Matematica Ennio De Giorgi » (no 16), 2013 (ISBN 978-88-7642-474-8, zbMATH 1291.05183, arXiv 1302.5963), p. 489-495